# Ben Brereton Díaz
Ben Brereton Díaz (Blythe Bridge, 18 april 1999) is een Engels voetballer die doorgaans als aanvaller speelt. Hij verruilde Blackburn Rovers in juli 2023 transfervrij voor Villarreal. Brereton maakte in juni 2021 zijn debuut in het nationale elftal van Chili.

## Clubcarrière
Brereton speelde in de jeugd bij Manchester United, Stoke City en Nottingham Forest. Op 25 januari 2017 debuteerde hij in de Championship tegen Leeds United. Hij maakte op 4 februari 2017 op zeventienjarige leeftijd in het shirt van laatstgenoemde club eerste competitietreffer in het profvoetbal, tegen Aston Villa. Hij maakte in de extra tijd het winnende doelpunt voor The Reds. Op 14 februari 2017 scoorde Brereton opnieuw, tegen Fulham.
Brereton speelde in twee seizoenen 53 wedstrijden voor Nottingham Forrest in de Championship en daarna nog 160 in dezelfde competitie voor Blackburn Rovers. In zijn laatste twee seizoenen in Blackburn maakte hij 22 en 14 doelpunten. Drie daarvan maakten onderdeel uit van de eerste hattrick van zijn carrière, tijdens een 5–1 overwinning thuis tegen Cardiff City. Brereton speelde zich in de belangstelling van Villarreal, de nummer vijf van de Primera División in 2022/23. Toen hij aan het eind van dat seizoen transfervrij was, tekende hij een contract tot medio 2027 bij de Spaanse club.

## Interlandcarrière
Brereton speelde voor Engeland –19 en Engeland –20. Met Engeland onder 19 won hij het EK –19 van 2017. Doordat hij een Chileense moeder heeft, kon Brereton ook voor Chili kiezen, wat hij in 2021 deed. Hij maakte op 14 juni 2021 zijn interlanddebuut voor de Chilenen tijdens de eerste wedstrijd van de Copa América 2021, tegen Argentinië (1–1). In de tweede wedstrijd op het toernooi maakte hij zijn eerste doelpunt, de winnende treffer (1–0) tegen Bolivia.

## Erelijst
| Competitie            | Aantal       | Jaren        |
| Engeland –19          | Engeland –19 | Engeland –19 |
| --------------------- | ------------ | ------------ |
| Europees kampioen –19 | 1x           | 2017         |